# Magellan (Band)
Magellan war eine kalifornische Musikgruppe, die dem Bereich zwischen Progressive Rock und Progressive Metal zugerechnet wurde.

## Bandgeschichte
1991 wurde das erste Album "Hour of Restoration" veröffentlicht. Wie auf allen folgenden Magellan-Alben war es Trent Gardner, der Musik und Texte schrieb. Bruder Wayne steuerte Teile dazu bei. Das Album wurde auf dem neuen Magna Carta Label veröffentlicht. Es zeichnet sich durch einen dichten energetischen Sound aus.
1994 folgte "Impending Ascension". Danach wurde zunächst an einigen Tribut-Alben für Yes, Genesis usw. gearbeitet, die Magna Carta nacheinander veröffentlichte. Erst 1997 kam wieder ein eigenes Magellan-Album heraus. Bei "Test Of Wills" ersetzte erstmals ein echter Schlagzeuger die Drum-Maschine.
Bis 2002 arbeitete Trent Gardner außerhalb von Magellan an einigen Seitenprojekten wie zwei Alben "Explorers Club" (1998 "Age of Impact" sowie 2002 "Raising The Mammoth), Steve Walshs Solo-Album "Glossolalia" und das mit zahlreichen Gastmusikern aufgenommene CD-Musical "Leonardo:The Absolute Man" (erschienen 2001).
Dann erst wurde wieder ein neues Magellan-Album, "Hundred Year Flood", veröffentlicht, das sich thematisch mit dem Bruder Jack Gardner beschäftigte, der 1966 in Vietnam gefallen war.
2003 wechselte die Band zum deutschen Label InsideOut Music und brachte "Impossible Figures" heraus, dem 2005 schließlich "Symphony For A Misanthrope" folgte. Zuletzt erschien im Juni 2007 das Album "Innocent God". Wayne Gardner starb am 10. Februar 2014, sein Bruder Trent am 11. Juni 2016.

## Diskografie
- Hour of Restoration (1991)
- Impending Ascension (1993)
- Test of Wills (1997)
- Hundred Year Flood (2002)
- Impossible Figures (2003)
- Symphony for a Misanthrope (2005)
- Innocent God (2007)